# Sunny Slopes (Kalifornija)
Sunny Slopes je naseljeno područje za statističke svrhe u američkoj saveznoj državi Kalifornija. Prema popisu stanovništva iz 2010. u njemu je živjelo 182 stanovnika.